# مناورات الحل الرئيسي

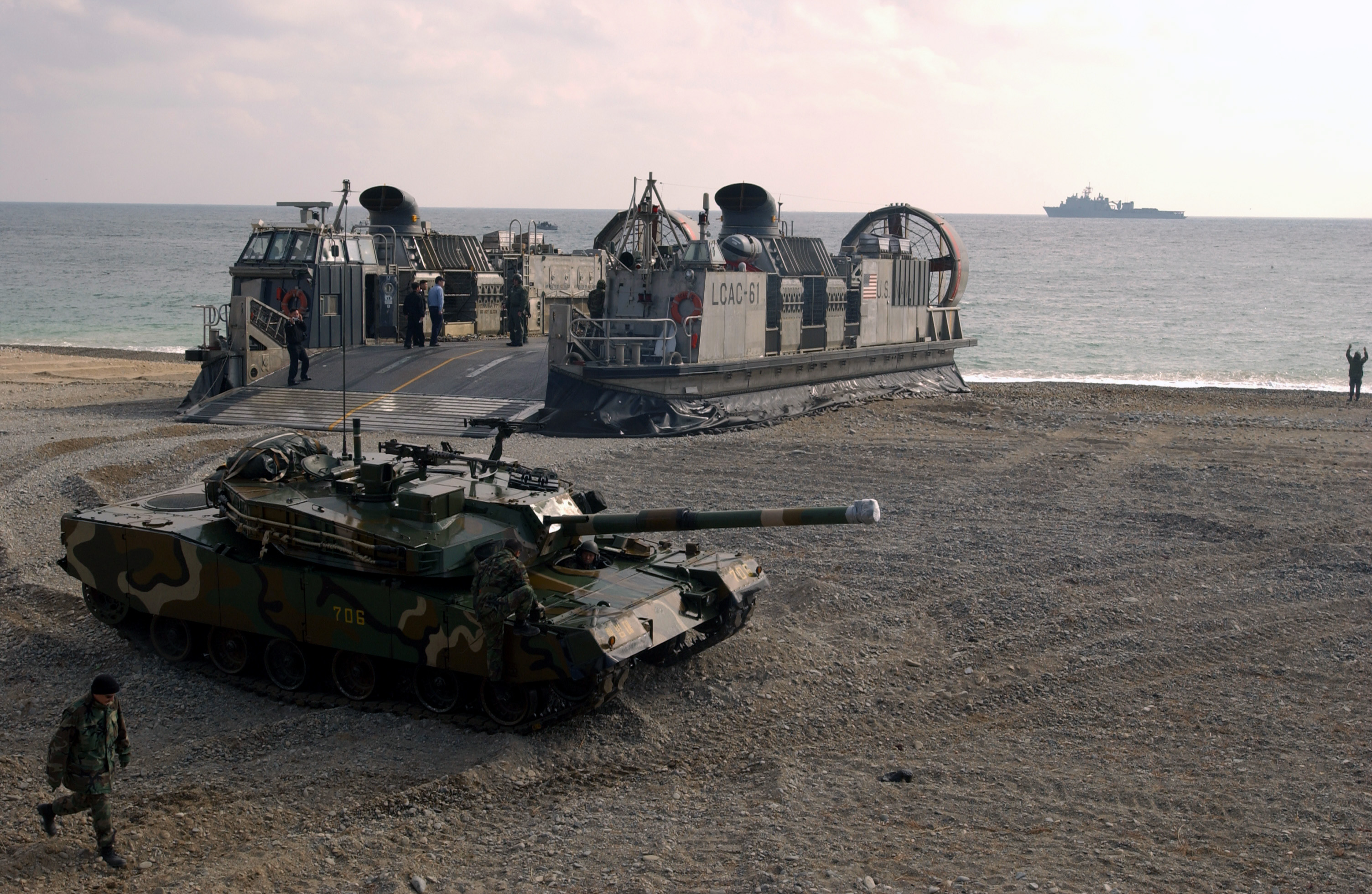

مناورات الحل الرئيسي أو (بالإنجليزية: Key Resolve Maneuvers)‏ هي مناورات عسكرية مشتركة تقام في شبه الجزيرة الكورية بين كل من الولايات المتحدة الأمريكية وكوريا الجنوبية. وأقيمت سنويا في الفترة من 1976 إلى 1993 تحت اسم مناورات روح الفريق, حتى تغير اسمها إلى RSOI في الفترة من 2001 إلى 2007, ثم تغير اسمها إلى الحل الرئيسي في عام 2008 وتقام بجانب مناورات فرخ النسر.

## مناورات روح الفريق
أقيمت مناورات روح الفريق أو (بالإنجليزية: Team Spirit Maneuvers)‏ في الفترة من 1976 إلى 1993 بين كل من الولايات المتحدة الأمريكية وكوريا الجنوبية. وكان من المقرر أن تقام في الفترة من 1994 إلى 1996 ولكن تم الغائها كل عام كجزء من الخطة الدبلوماسية لتشجيع حكومة كوريا الشمالية على تعطيل برنامجها النووي. غير أن النظام الكوري الشمالي هجر المحادثات بعد مناورة روح الفريق التي أقيمت في يناير 1986 وفي أواخر عام 1992. وانسحبت كوريا الشمالية من محادثات الجنوب والشمال ذات التمثيل الدبلوماسي العالي من جانب واحد بحجة إقامة مناورة روح الفريق عام 1993.

## مناورات "RSOI
مناورات RSOI وهي بمعنى «الإستقبال والعرض والهجوم والتكامل» أقيمت تبعا لمناورات روح الفريق في الفترة من 2001 إلى 2007 وحتى تغير اسمها عام 2008 إلى الحل الرئيسي .

## مناورات الحل الرئيسي

### الحل الرئيسي 2014
أقيمت فعاليات المناورة في الفترة من 24 فبراير إلى 6 مارس 2014.
بهدف اختبار استعداد البلدين الحليفين وتعزيز موقف الدفاع المشترك، وشارك فيها نحو 10000 من القوات الأمريكية و5200 من القوات الكورية الجنوبية.